# Lawrencite
La lawrencite è un minerale. Svolge un ruolo attivo nella corrosione dei meteoriti ferrosi contaminati da cloro.

## Nome e scoperta
Prende il nome da John Lawrence Smith (1818-1883), un chimico e mineralogista americano che osservò per la prima volta questo minerale.

## Origine e giacitura
Alterazione terrestre dei meteoriti ferrosi.
Questo minerale non è di origine meteoritica e la sua formazione è causata dalla contaminazione del metallo meteoritico con cloro. Si può trovare anche nella parte metallica delle pallasiti e nei grani metallici delle meteoriti rocciose.

## Forma in cui si presenta in natura
Appare come un materiale morbido di colore verde-marrone che si forma e fuoriesce dagli interstizi tra i piani della struttura di Widmanstätten nelle meteoriti ferrose.

## Malattia da lawrencite
Spesso si parla di "malattia da lawrencite" (in inglese: lawrencite disease) per far riferimento al rapido processo di corrosione che si instaura in presenza di lawrencite e umidità. Grazie all'umidità presente nell'aria la corrosione del metallo meteoritico può progredire rapidamente. Un campione di ferro meteoritico, conservato in maniera non idonea e affetto da questo problema, nel giro di pochi anni può trasformarsi in polvere ferruginosa. Per bloccare il processo si riduce il contatto con l'umidità, tramite essiccanti (gel di silice) o VCI (Vapor corrosion inhibitors), oppure si ricorre a speciali trattamenti chimici per rimuovere il cloro.
Vi sono alcuni meteoriti che presentano più di altri questo problema, ad esempio Brenham, ma ci può essere una grande variabilità anche tra diversi esemplari dello stesso meteorite.